# Rajko Vidović
Rajko Vidović (Zavidovići, Jugoszlávia, 1975. március 4. –) horvát-bosnyák labdarúgó, a Dugo Selo csatára.